# Baturyn (sielsowiet Chocieńczyce)
Baturyn – dawna kolonia. Tereny, na których leżała, znajdują się obecnie na Białorusi, w obwodzie mińskim, w rejonie wilejskim, w sielsowiecie Chocieńczyce.

## Historia
W czasach zaborów w gminie Chocieńczyce, w powiecie wilejskim, w guberni wileńskiej Imperium Rosyjskiego.
W latach 1921–1945 zaścianek a następnie kolonia leżał w Polsce, w województwie wileńskim, w powiecie wilejskim, w gminie Chocieńczyce.
Według powszechnego spisu ludności z 1921 roku zamieszkiwało tu 65 osób, 61 było wyznania rzymskokatolickiego, 4 prawosławnego. Jednocześnie 63 mieszkańców zadeklarowało polską a 2 białoruską przynależność narodową. Było tu 9 budynków mieszkalnych. W 1931 w 4 domach zamieszkiwało 21 osób.
Wierni należeli do parafii rzymskokatolickiej w Baturynie i prawosławnej w Chocieńczycach. Miejscowość podlegała pod Sąd Grodzki w Ilji i Okręgowy w Wilnie; właściwy urząd pocztowy mieścił się w Chocieńczycach.